# سوزانا داروین

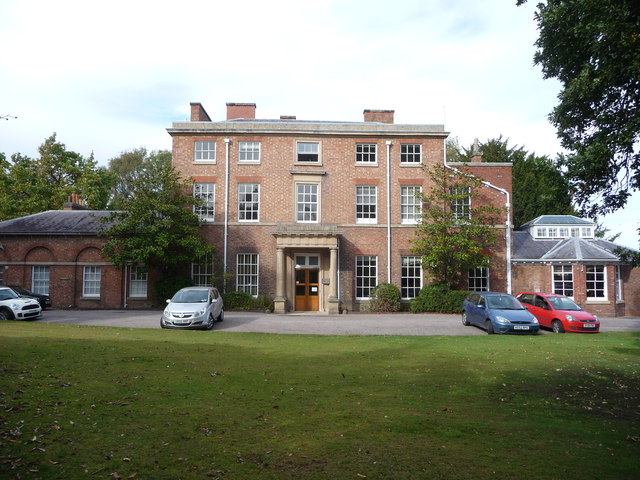
نگاره‌ای از منزل مسکونی سوزانا وج‌وود داروین

سوزانا وج‌وود داروین (به انگلیسی: Susannah Wedgwood Darwin)، (نام زمان دختری وج‌وود، ۱۸۱۷– ۱۷۶۵)، زن پزشک ثروتمند رابرت داروین و مادر چارلز داروین و از اعضای خانوادهٔ سفالگر وج‌وود بود. او دختر جوزایا و سارا وج‌وود بود و در اتوریاهال خانهٔ خانوادهٔ وج‌وود در استوک آن ترنت بزرگ شد. او چارلز داروین را در ۱۲ فوریه ۱۸۰۹ به دنیا آورد. در ۱۸۱۷ بیماری او، با علائم گوارشی که احتمالاً نشانهٔ زخم شدید یا سرطان معده بود، شروع شد. او در ۱۵ ژوئیه ۱۸۱۷ درگذشت.